# Borgholm

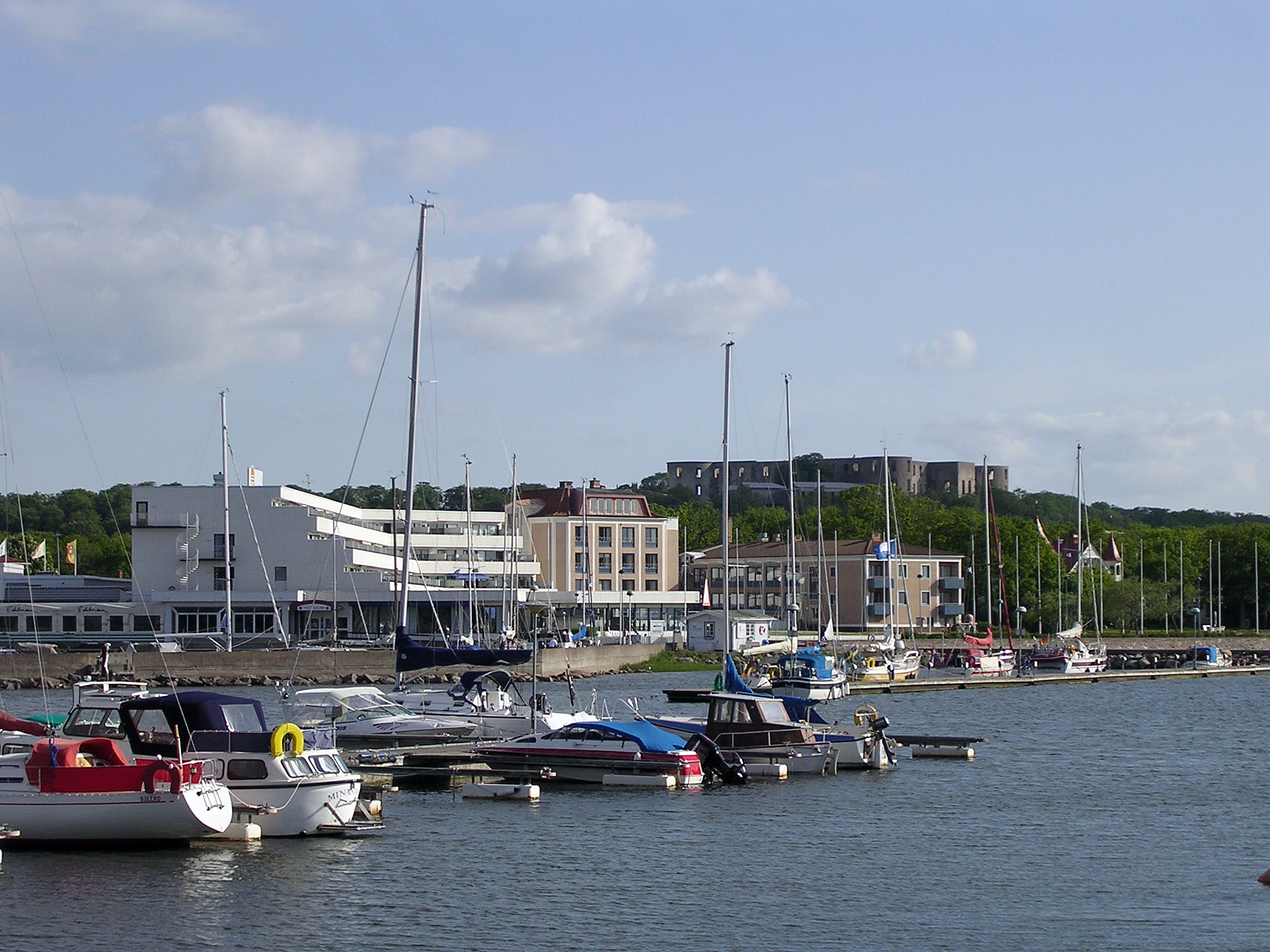
Vista del puerto

Borgholm es una ciudad de Suecia ubicada en la isla de Öland, en el mar Báltico. Tiene una población estimada, en 2020, de 4364 habitantes.
Es la sede del municipio homónimo y un popular centro turístico. Su población aumenta considerablemente en los meses de verano.
Borgholm es una de las ciudades históricas de Suecia que tenían estatuto de ciudad (stad). La localidad es famosa por el castillo de Borgholm.

## Geografía
La ciudad está ubicada a 20 kilómetros al norte del puente de Öland, que conecta la isla con la ciudad de Kalmar.

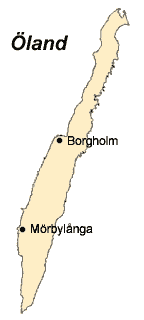
Ciudades en Öland.